# 孙凤艳
孙凤艳（1953年1月—），女，上海人，中国神经生物学家，复旦大学神经生物学教授、博士生导师，中华人民共和国教育部首批长江学者特聘教授。主要研究方向为脑损伤与脑保护。现任上海医学院神经生物学系系主任、上海市神经科学学会理事长，中国神经科学学会常务理事。